# Winslow, Arizona
Winslow je grad u američkoj saveznoj državi Arizona. Prema popisu stanovništva iz 2010. u njemu je živjelo 9,655 stanovnika.